# Diagonalny spread call
Diagonalny spread opcji kupna (diagonal call spread) to zaawansowana strategia opcyjna, która łączy elementy spreadu pionowego (vertical spread) i kalendarzowego (calendar spread). Polega na jednoczesnym kupnie opcji kupna (call) z dłuższym terminem wygaśnięcia i wyższą ceną wykonania (strike price) oraz sprzedaży opcji kupna z krótszym terminem wygaśnięcia i niższą ceną wykonania.